# Hitzendorf
Hitzendorf è un comune austriaco di 7 012 abitanti nel distretto di Graz-Umgebung, in Stiria. Il 1º gennaio 2015 ha inglobato i precedenti comuni di Attendorf e Rohrbach-Steinberg; ha lo status di comune mercato (Marktgemeinde).